# Weber County
Weber County je okres ve státě Utah v USA. K roku 2010 zde žilo 231 236 obyvatel. Správním městem okresu je Ogden. Celková rozloha okresu činí 1 705 km². Byl pojmenován podle řeky Weber River.